# Filmjahr 1931
Liste der Filmjahre

◄◄ | ◄ | 1927 | 1928 | 1929 | 1930 | Filmjahr 1931 | 1932 | 1933 | 1934 | 1935 | ► | ►►

Weitere Ereignisse

## Ereignisse

### Uraufführungen

#### Vereinigte Staaten

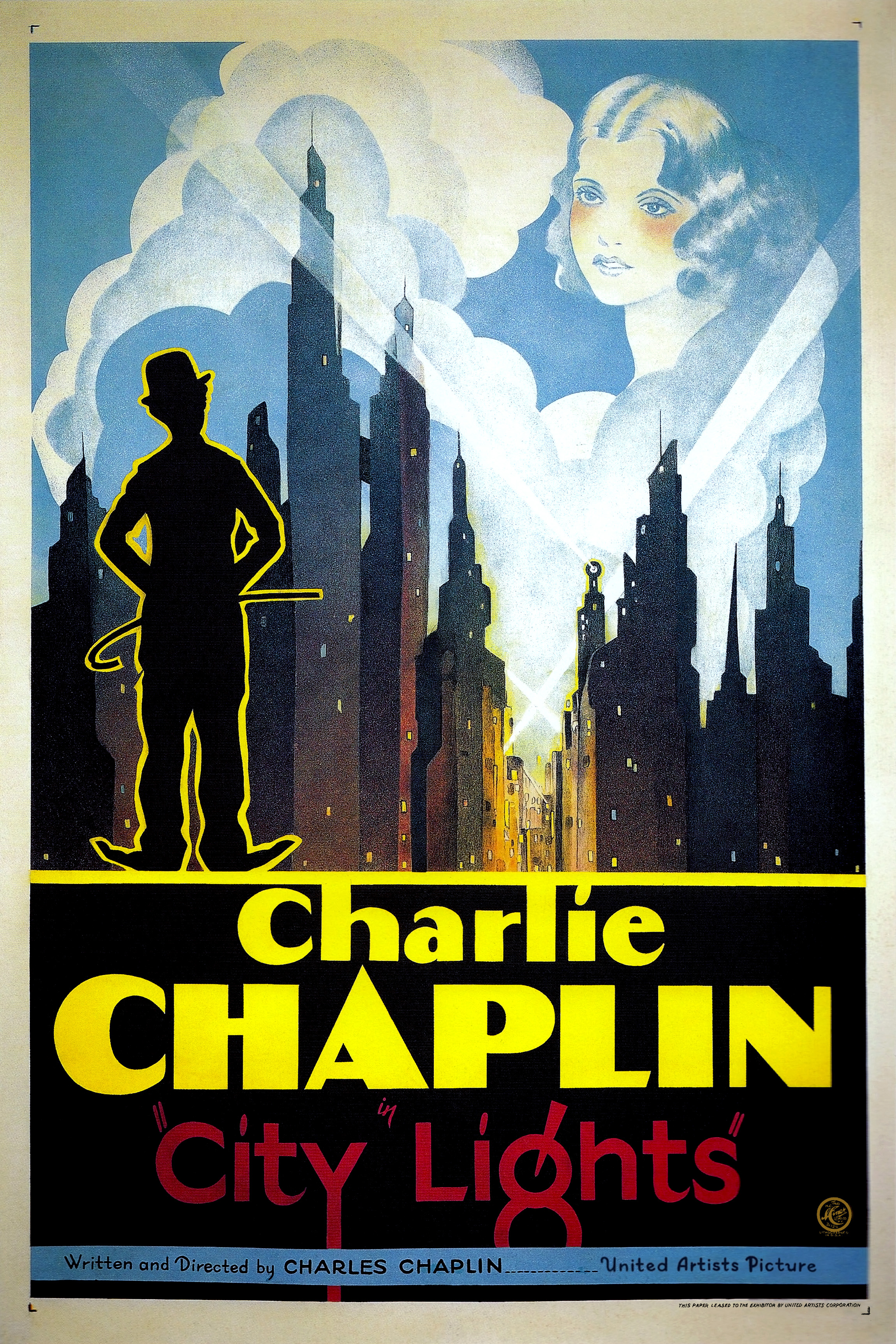
Poster zu City Lights

- 30. Januar: In Los Angeles findet die Uraufführung von City Lights (Lichter der Großstadt) statt. Neben Chaplin als Tramp ist Virginia Cherrill in der Rolle des Blumenmädchens zu sehen. Die Tragikomödie wird zu einem von Charlie Chaplins erfolgreichsten Filmen.

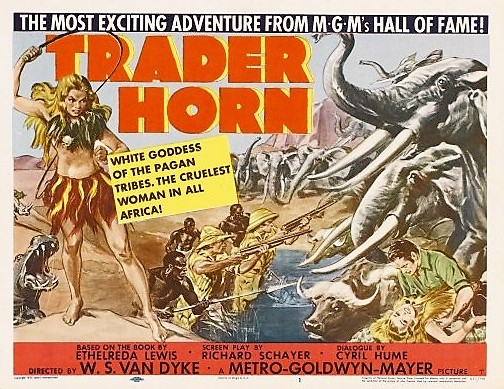
Filmplakat für Trader Horn

- 3. Februar: Trader Horn, ein Abenteuerfilm des Regisseurs W. S. Van Dyke hat seine Uraufführung in New York. Es ist der erste Spielfilm, der in Afrika spielt.
- 14. Februar: Der Horrorfilm Dracula von Regisseur Tod Browning hat seine Uraufführung. Dieser Film mit Bela Lugosi in der Titelrolle gilt als erste offizielle Verfilmung von Bram Stokers gleichnamigen Schauerroman.
- 15. August: Mit Pardon Us wird der erste abendfüllende Spielfilm des Komikerduos Laurel und Hardy uraufgeführt. Er bildet eine Art Neuverfilmung des Stummfilms The Second Hundred Years aus dem Jahre 1927.
- 21. November: Der Film Frankenstein mit Colin Clive als Doktor und Boris Karloff in der Rolle des Monsters unter der Regie von James Whale wird uraufgeführt. Es ist die erste Tonverfilmung des gleichnamigen Romans von Mary Shelley, beruht aber eigentlich auf dem gleichnamigen Bühnenstück von Peggy Webling.
- 24. Dezember: Der Pre-Code-Horrorfilm Dr. Jekyll und Mr. Hyde von Rouben Mamoulian basierend auf der Erzählung Der seltsame Fall des Dr. Jekyll und Mr. Hyde des britischen Autors Robert Louis Stevenson feiert in Los Angeles seine Uraufführung. Fredric March erhält im folgenden Jahr für die Titelrolle den Oscar als bester Hauptdarsteller. Der Film wird wegweisend in Dramaturgie und Tricktechnik, beispielsweise im Einsatz der subjektiven Kamera oder in den Verwandlungsszenen und gilt noch heute als beste Filmversion von Stevensons Roman. Gleich nach der Uraufführung ruft der Film die Zensur auf den Plan. In einigen US-Bundesstaaten werden Szenen, die Gewalt und erotische Anspielungen enthalten, geschnitten.
- 26. Dezember: Der Spielfilm Mata Hari mit Greta Garbo in der Titelrolle wird in New York City erstmals gezeigt.

#### Europa
- 19. Februar: In Berlin wird der unter der Regie von Georg Wilhelm Pabst entstandene Film Die Dreigroschenoper nach einem Vergleich uraufgeführt. Bertolt Brecht und Kurt Weill waren gegen die Art der Verfilmung zivilrechtlich im Dreigroschenprozess vorgegangen.

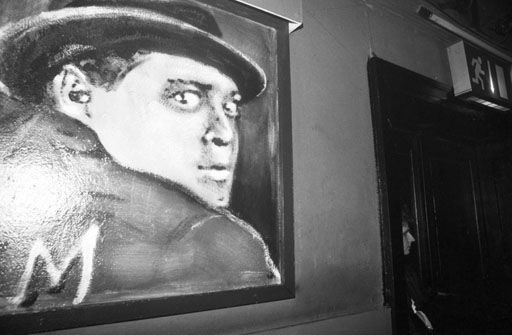
Darstellung von Peter Lorre in der Rolle des M auf einem Wandgemälde in einer Diskothek in Bayern, 1994

- 11. Mai: Die Uraufführung des Kriminalfilms M von Fritz Lang und Thea von Harbou mit Peter Lorre in der Hauptrolle erfolgt in Berlin im Ufa-Palast am Zoo. In der Folgezeit etabliert sich dieses Werk als einer der bedeutendsten deutschen Filme.
- 14. August: Mit Im Geheimdienst von Gustav Ucicky mit Willy Fritsch und Brigitte Helm wird in Berlin der erste deutsche Agentenfilm mit Ton uraufgeführt.
- 29. September: Der Film Der Kongreß tanzt von Erik Charell mit Lilian Harvey, Willy Fritsch und Conrad Veidt wird in Wien uraufgeführt. Der von der UFA aufwendig produzierte Film gilt als ein Höhepunkt des deutschen Operettenfilms und ist die teuerste Filmproduktion der Weimarer Republik.

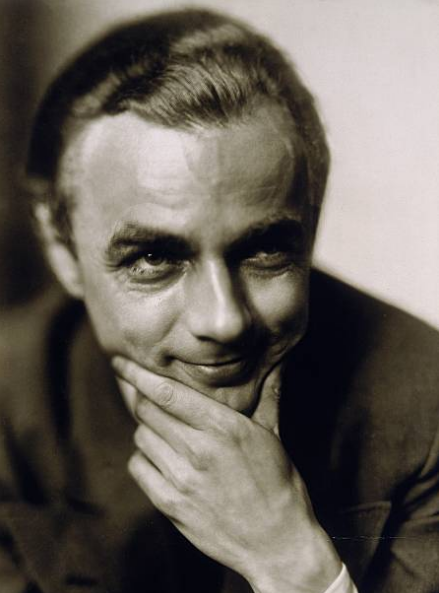
Erich Kästner um 1930

- 2. Dezember: Der Spielfilm Emil und die Detektive nach dem gleichnamigen Roman von Erich Kästner hat seine Uraufführung in Berlin. Kästner, der mit dem ursprünglichen Drehbuch von Günter Stapenhorst sehr unzufrieden war, hat sich schließlich von der einfühlsamen Umarbeitung des jungen Regisseurs Samuel Wilder überzeugen lassen.

### Erfolgreichste Filme
Die zehn erfolgreichsten Filme an den US-amerikanischen Kinokassen nach Einspielergebnis.
| Platz | Filmtitel                               | Einspielergebnis in US-Dollar |       |
| ----- | --------------------------------------- | ----------------------------- | ----- |
| 1.    | City Lights                             | 2.000.000                     | [ 1 ] |
| 2.    | Trader Horn                             | 1.642.000                     | [ 2 ] |
| 3.    | Palmy Days                              | 1.601.000                     | [ 3 ] |
| 4.    | The Man Who Came Back                   | 1.400.000                     | [ 4 ] |
| 5.    | Merely Mary Ann Dr. Jekyll and Mr. Hyde | 1.300.000                     | [ 4 ] |
| 6.    | Arrowsmith                              | 1.250.000                     | [ 5 ] |
| 7.    | A Connecticut Yankee                    | 1.200.000                     | [ 5 ] |
| 8.    | Cimarron                                | 1.122.000                     | [ 6 ] |
| 9.    | Bad Girl                                | 1.100.000                     | [ 4 ] |
| 10.   | Possessed                               | 1.030.000                     | [ 2 ] |

### Filmpreise

#### Academy Awards

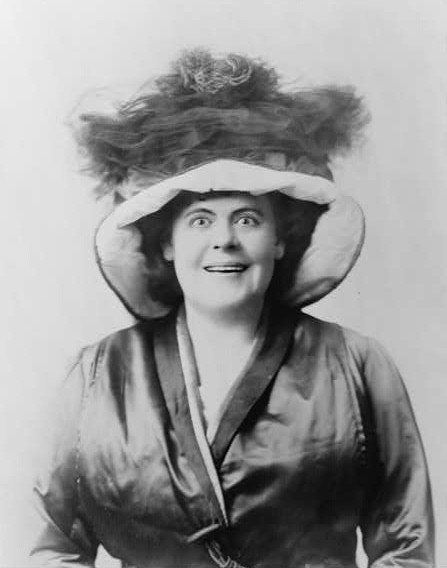
Marie Dressler

Die Oscarverleihung 1931 findet während eines Banketts im Biltmore Hotel in Los Angeles am 10. November statt.
- Bester Film: Pioniere des wilden Westens von Wesley Ruggles
- Bester Hauptdarsteller: Lionel Barrymore in Der Mut zum Glück
- Beste Hauptdarstellerin: Marie Dressler in Die fremde Mutter
- Bester Regisseur: Norman Taurog für Skippy

→ Vollständige Liste der Preisträger

#### Weitere Filmpreise und Auszeichnungen
- Photoplay Award: Pioniere des wilden Westens von Wesley Ruggles

## Geboren

### Januar/Februar
- 05. Januar: Robert Duvall, US-amerikanischer Schauspieler Robert Duvall (* 5. Januar)

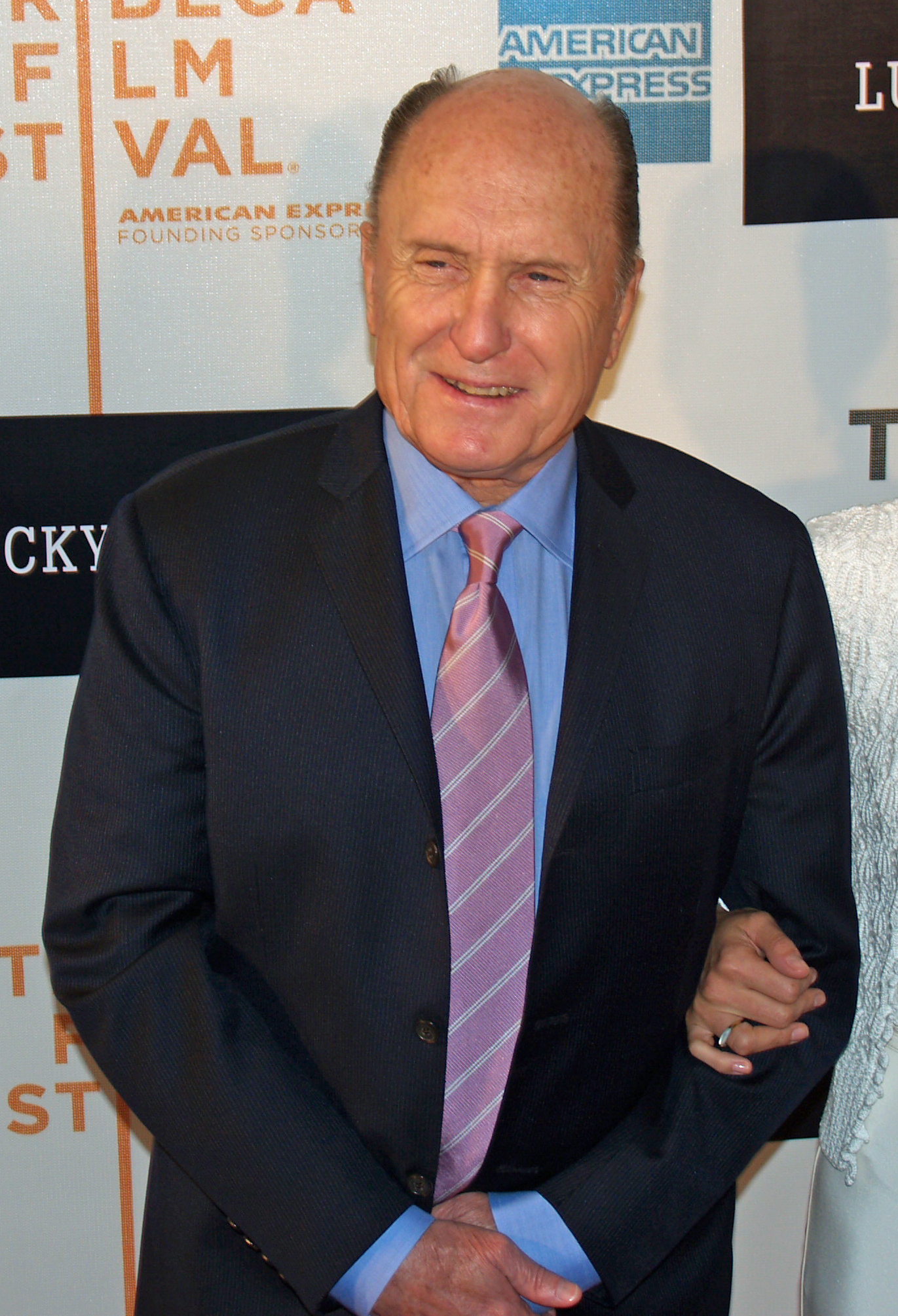
Robert Duvall (* 5. Januar)

- 05. Januar: Juan Goytisolo, spanischer Schriftsteller und Drehbuchautor († 2017)
- 06. Januar: David Whitaker, britischer Komponist († 2012)
- 07. Januar: Alan Maley, britischer Spezialeffektkünstler († 1995)
- 09. Januar: Paul Mantee, US-amerikanischer Schauspieler († 2013)
- 11. Januar: Mary Rodgers, US-amerikanische Drehbuchautorin († 2014)
- 12. Januar: Angela Brunner, deutsche Schauspielerin († 2011)
- 13. Januar: Ian Hendry, britischer Schauspieler († 1984)
- 13. Januar: Rip Taylor, US-amerikanischer Schauspieler († 2019)
- 14. Januar: Elmar Gunsch, österreichischer Schauspieler († 2013)
- 14. Januar: Caterina Valente, italienische Sängerin und Schauspielerin († 2024)
- 17. Januar: James Earl Jones, US-amerikanischer Schauspieler († 2024) James Earl Jones (* 17. Januar)

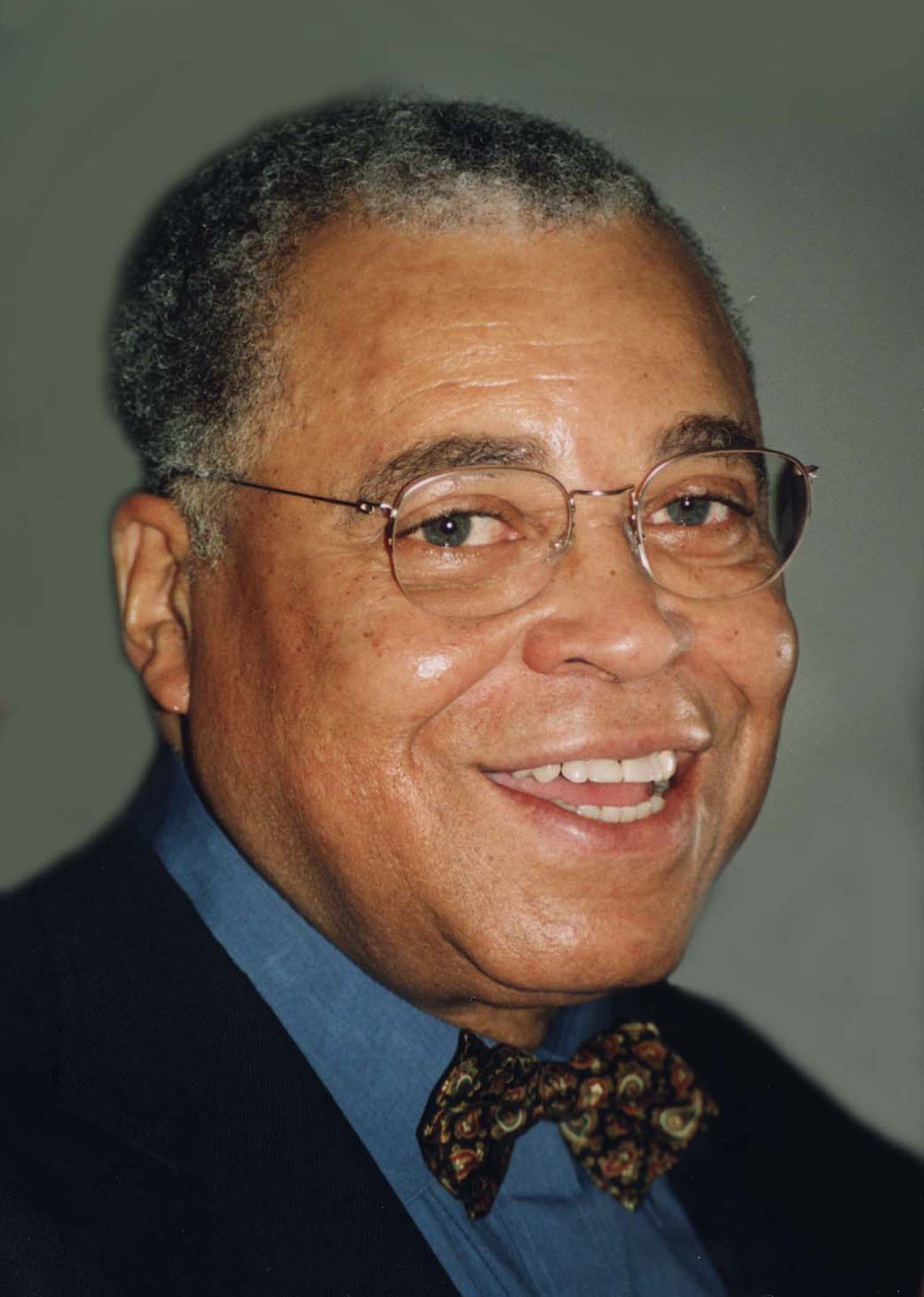
James Earl Jones (* 17. Januar)

- 17. Januar: Sonja Sutter, deutsche Schauspielerin († 2017)
- 19. Januar: Ingrid Andree, deutsche Schauspielerin
- 21. Januar: Yoshiko Kuga, japanische Schauspielerin († 2024)
- 22. Januar: Jon Cedar, US-amerikanischer Schauspieler († 2011)
- 25. Januar: Dean Jones, US-amerikanischer Schauspieler († 2015)
- 26. Januar: Mary Murphy, US-amerikanische Schauspielerin († 2011)
- 27. Januar: Mordecai Richler, kanadischer Drehbuchautor († 2001)
- 28. Januar: Lucia Bosè, italienische Schauspielerin († 2020)

- 04. Februar: Barry Feinstein, US-amerikanischer Standfotograf († 2011)
- 06. Februar: Mamie Van Doren, US-amerikanische Schauspielerin
- 06. Februar: Rip Torn, US-amerikanischer Schauspieler († 2019) Rip Torn (* 6. Februar)

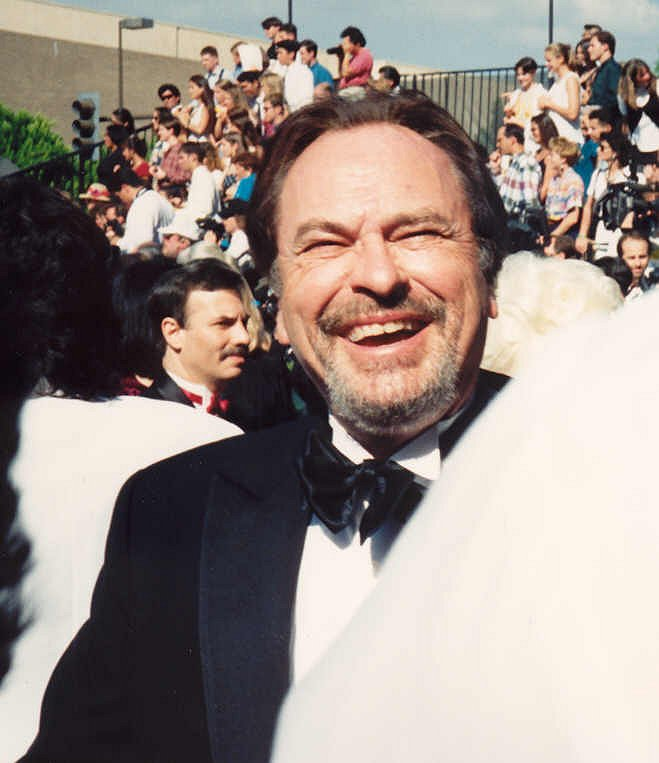
Rip Torn (* 6. Februar)

- 08. Februar: James Dean, US-amerikanischer Schauspieler († 1955)
- 09. Februar: Rudolf Debiel, deutscher Schauspieler und Produzent († 2015)
- 14. Februar: Brian Kelly, US-amerikanischer Schauspieler († 2005)
- 14. Februar: Margarita Lozano, spanische Schauspielerin († 2022)
- 15. Februar: Claire Bloom, britische Schauspielerin
- 16. Februar: Ken Takakura, japanischer Schauspieler († 2014) Ken Takakura (* 16. Februar)

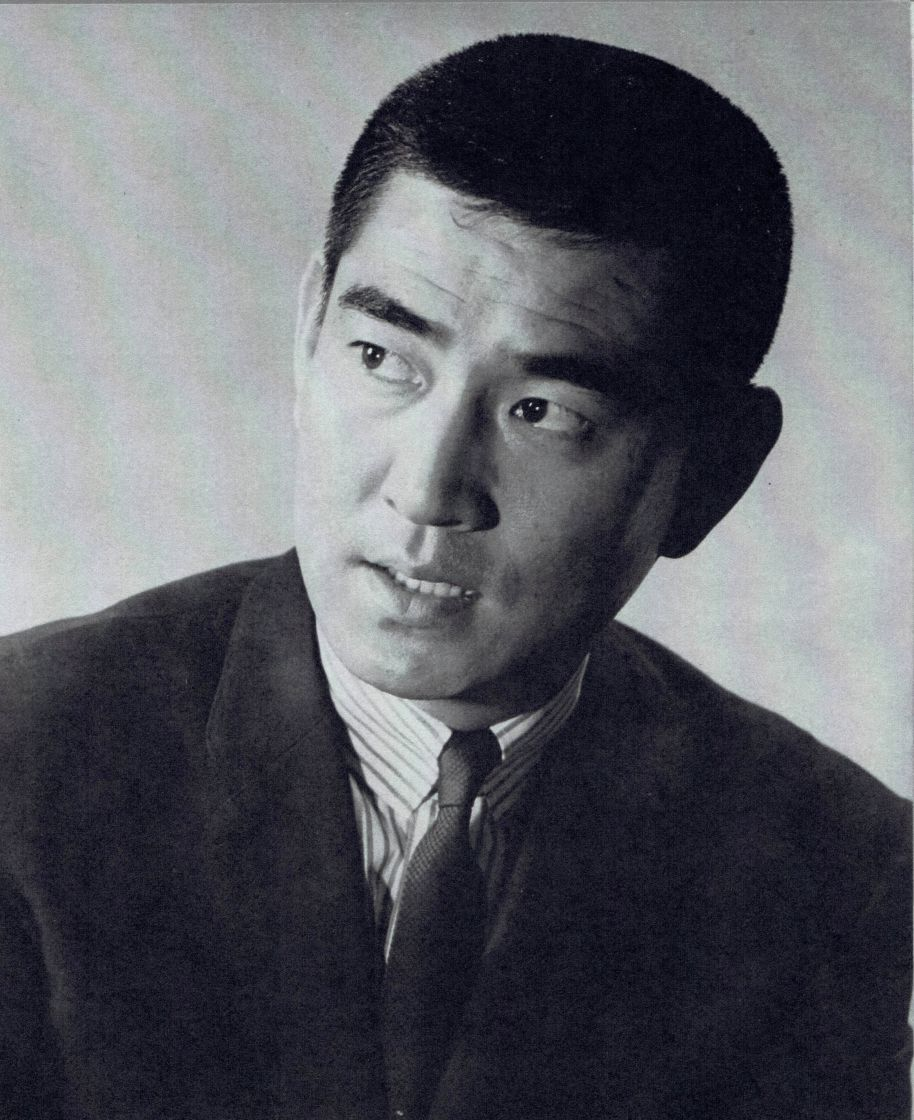
Ken Takakura (* 16. Februar)

- 17. Februar: Gene Cantamessa, US-amerikanischer Tontechniker († 2011)
- 17. Februar: Jiřina Jirásková, tschechische Schauspielerin († 2013)
- 20. Februar: Karl Spiehs, österreichischer Filmproduzent († 2022)
- 24. Februar: Dominic Chianese, US-amerikanischer Schauspieler
- 26. Februar: Henri Serre, französischer Schauspieler († 2023)
- 28. Februar: Gavin MacLeod, US-amerikanischer Schauspieler († 2021)

### März/April

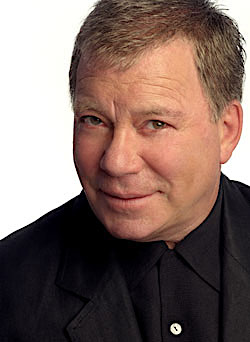
William Shatner (* 22. März)

- 01. März: Larry Keith, US-amerikanischer Schauspieler († 2010)
- 05. März: Jean-Paul Roussillon, französischer Schauspieler († 2009)
- 06. März: Hal Needham, US-amerikanischer Stuntman, Regisseur, Schauspieler und Drehbuchautor († 2013)
- 11. März: Lis Verhoeven, deutsche Schauspielerin († 2019)
- 13. März: Wolfgang Kohlhaase, deutscher Drehbuchautor († 2022)
- 16. März: Ernst H. Hilbich, deutscher Schauspieler und Hörspielsprecher († 2025)
- 17. März: Patricia Breslin, US-amerikanische Schauspielerin († 2011)
- 19. März: Alfred Hirschmeier, deutscher Szenenbildner († 1996)
- 22. März: Patricia Norris, US-amerikanische Kostüm- und Szenenbildnerin († 2015)
- 22. März: William Shatner, US-amerikanischer Schauspieler
- 26. März: Leonard Nimoy, US-amerikanischer Schauspieler († 2015)
- 27. März: David Janssen, US-amerikanischer Schauspieler († 1980)

- 01. April: George Baker, britischer Schauspieler († 2011)
- 01. April: Ita Ever, estnische Schauspielerin († 2023)
- 07. April: Ted Kotcheff, kanadischer Regisseur († 2025)
- 08. April: John Gavin, US-amerikanischer Schauspieler († 2018)
- 09. April: Jon Rollason, britischer Schauspieler († 2016)
- 11. April: Johnny Sheffield, US-amerikanischer Schauspieler († 2010)
- 13. April: Michel Deville, französischer Regisseur und Drehbuchautor († 2023)
- 13. April: Robert Enrico, französischer Regisseur († 2001)
- 13. April: Manfred Purzer, deutscher Drehbuchautor
- 15. April: Kurt Weinzierl, österreichischer Schauspieler († 2008)
- 17. April: Jumpei Takiguchi, japanischer Synchronsprecher († 2011)
- 27. April: Krzysztof Komeda, polnischer Jazzmusiker und Komponist († 1969)
- 30. April: Adriana Asti, italienische Schauspielerin († 2025)

### Mai/Juni
- 09. Mai: Knut Andersen, norwegischer Filmregisseur, Drehbuchautor, Schauspieler und Filmeditor († 2019)
- 10. Mai: Ettore Scola, italienischer Regisseur und Drehbuchautor († 2016)
- 16. Mai: Frank Albanese, US-amerikanischer Schauspieler († 2015)
- 18. Mai: Robert Morse, US-amerikanischer Schauspieler († 2022)
- 19. Mai: Massimo Fagioli, italienischer Drehbuchautor und Regisseur († 2017)
- 19. Mai: James Greene, britischer Schauspieler († 2021)
- 23. Mai: Barbara Barrie, US-amerikanische Schauspielerin
- 24. Mai: Jim Clark, britischer Filmeditor und Regisseur († 2016)
- 24. Mai: Michael Lonsdale, französischer Schauspieler († 2020)
- 25. Mai: Pierre Vernier, französischer Schauspieler († 2024)
- 25. Mai: Irwin Winkler, US-amerikanischer Regisseur und Produzent

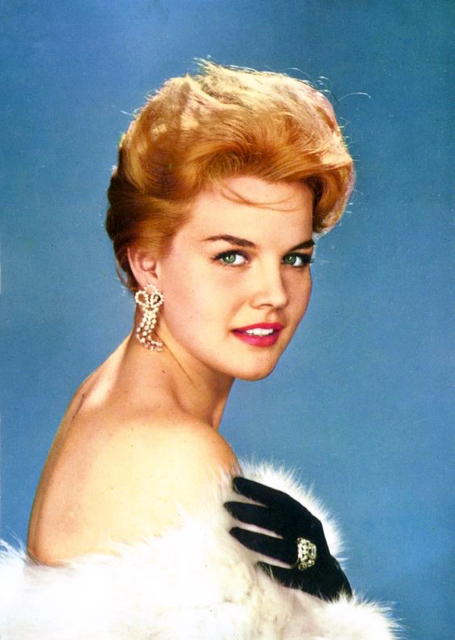
Carroll Baker (* 28. Mai)

- 28. Mai: Carroll Baker, US-amerikanische Schauspielerin
- 28. Mai: Gordon Willis, US-amerikanischer Kameramann († 2014)
- 29. Mai: Lothar Michael Schmitt, deutscher Regisseur und Synchronautor († 2011)

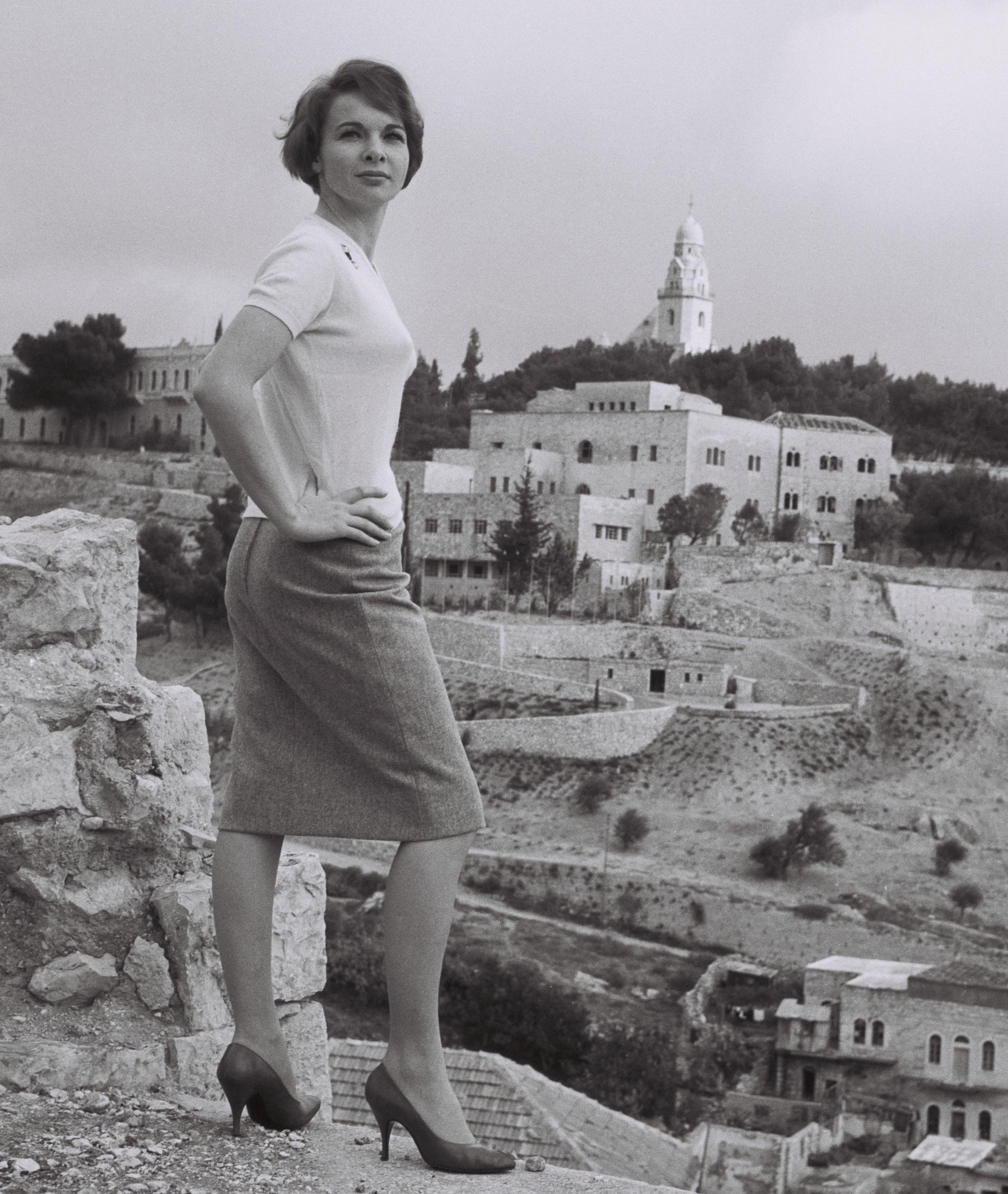
Françoise Arnoul (* 3. Juni)

- 03. Juni: Françoise Arnoul, französische Schauspielerin († 2021)
- 03. Juni: John Norman, US-amerikanischer Drehbuchautor
- 04. Juni: James J. Murakami, US-amerikanischer Szenenbildner, Requisiteur und Artdirector († 2022)
- 05. Juni: Jacques Demy, französischer Regisseur († 1990)
- 05. Juni: Martin Vaughan, australischer Schauspieler († 2022)
- 07. Juni: Ingrid Burkhard, österreichische Schauspielerin
- 08. Juni: Barbara Adolph, deutsche Schauspielerin und Synchronsprecherin
- 08. Juni: James Goldstone, US-amerikanischer Regisseur († 1999)
- 08. Juni: June Thorburn, britische Schauspielerin († 1967)
- 08. Juni: Dana Wynter, US-amerikanische Schauspielerin († 2011)
- 09. Juni: Joe Santos, US-amerikanischer Schauspieler († 2016)
- 12. Juni: Mac Ahlberg, schwedischer Kameramann, Regisseur und Drehbuchautor († 2012)
- 12. Juni: Fredrik Ohlsson, schwedischer Schauspieler († 2023)

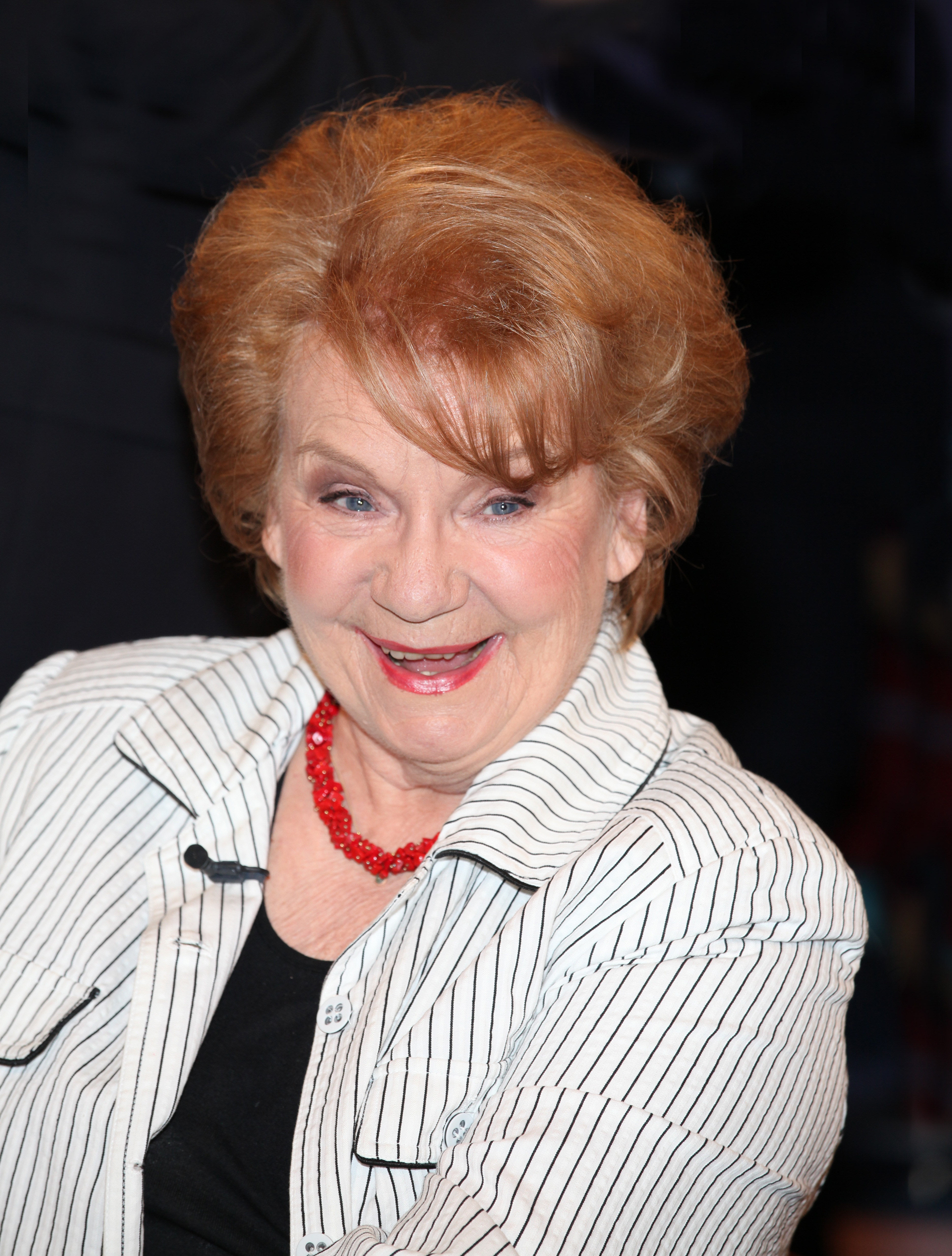
Ingeborg Krabbe (* 13. Juni)

- 13. Juni: Ingeborg Krabbe, deutsche Schauspielerin († 2017)
- 14. Juni: Kenneth Cope, britischer Schauspieler († 2024)
- 14. Juni: Marla Gibbs, US-amerikanische Schauspielerin und Produzentin
- 14. Juni: Sieghardt Rupp, österreichischer Schauspieler († 2015)

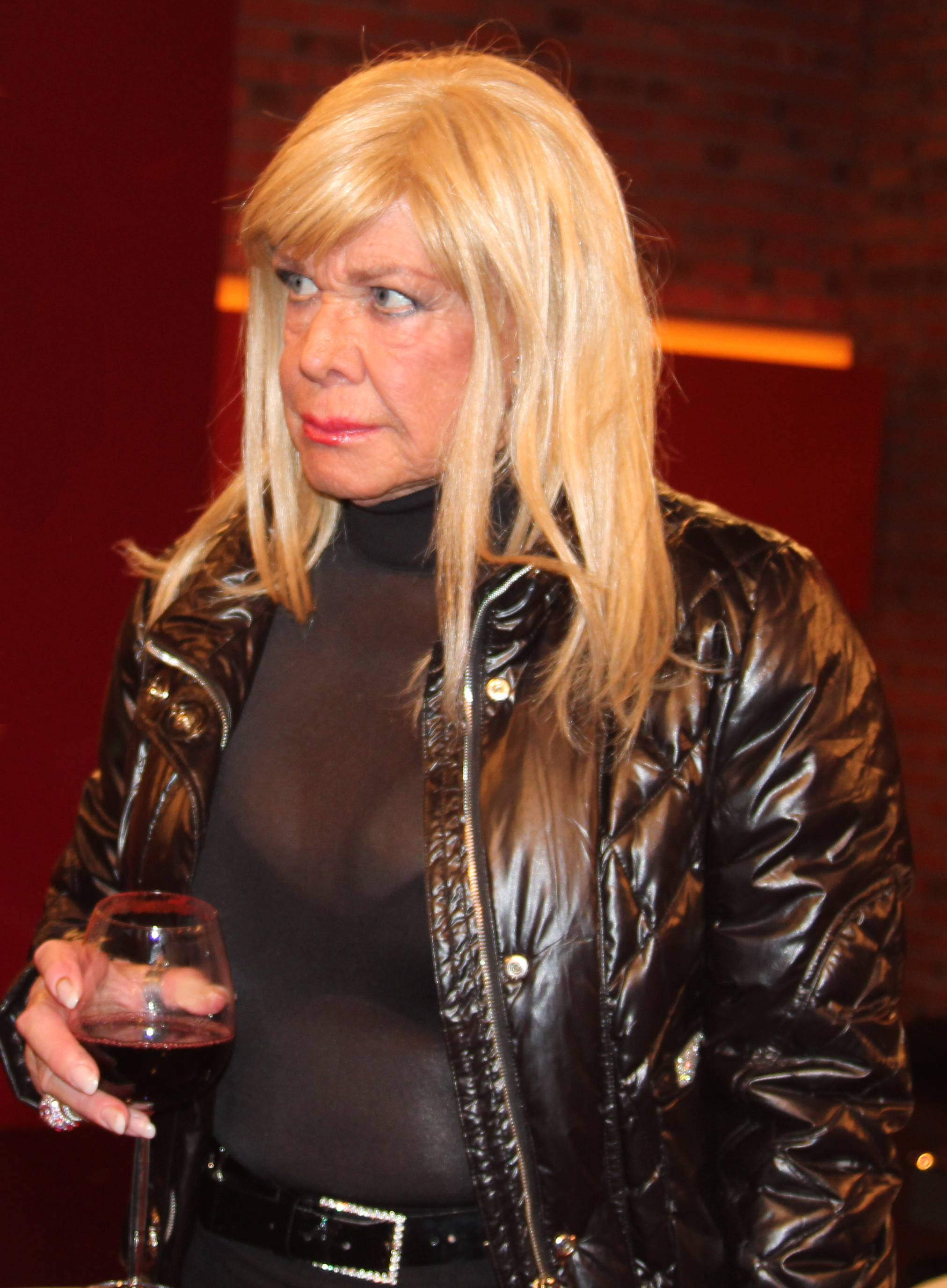
Ingrid van Bergen (* 15. Juni)

- 15. Juni: Ingrid van Bergen, deutsche Schauspielerin

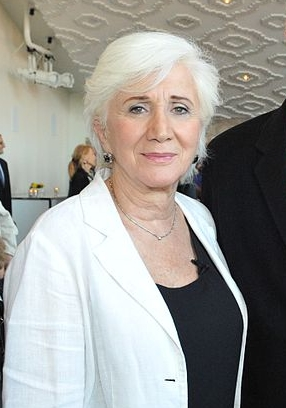
Olympia Dukakis (* 20. Juni)

- 20. Juni: Olympia Dukakis, US-amerikanische Schauspielerin († 2021)
- 20. Juni: James Tolkan, US-amerikanischer Schauspieler
- 21. Juni: Ernst-August Schepmann, deutscher Schauspieler
- 27. Juni: Magali Noël, türkisch-französische Schauspielerin und Sängerin († 2015)
- 28. Juni: Hans Alfredson, schwedischer Schauspieler und Regisseur († 2017)
- 29. Juni: Ed Gilbert, US-amerikanischer Schauspieler und Synchronsprecher († 1999)
- 30. Juni: Joyce Wieland, kanadische Experimental-Filmemacherin († 1998)

### Juli/August

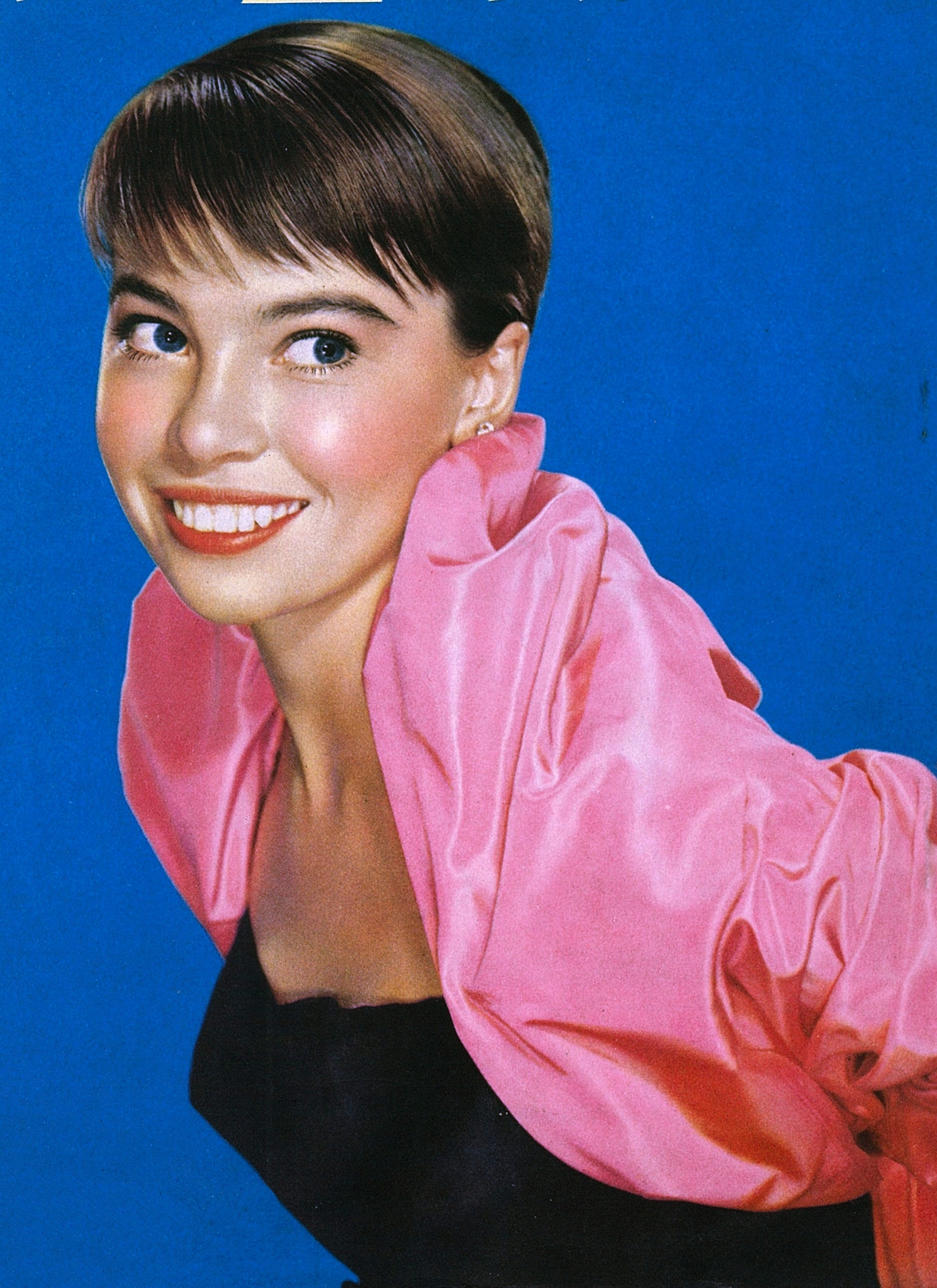
Leslie Caron (* 1. Juli)

- 01. Juli: Leslie Caron, französische Schauspielerin
- 02. Juli: Robert Ito, kanadischer Schauspieler
- 03. Juli: Robert O. Ragland, US-amerikanischer Komponist († 2012)
- 04. Juli: Stephen Boyd, US-amerikanischer Schauspieler († 1977)
- 04. Juli: Sébastien Japrisot, französischer Drehbuchautor († 2003)
- 05. Juli: António de Macedo, portugiesischer Regisseur, Drehbuchautor und Editor († 2017)
- 06. Juli: Robert Dunham, US-amerikanischer Schauspieler († 2001)
- 06. Juli: Antonella Lualdi, italienische Schauspielerin († 2023)
- 06. Juli: Della Reese, US-amerikanische Schauspielerin († 2017)
- 08. Juli: Jürgen Böttcher, deutscher Regisseur
- 10. Juli: Nick Adams, US-amerikanischer Schauspieler († 1968)
- 10. Juli: Alice Munro, kanadische Drehbuchautorin († 2024)
- 11. Juli: Thomas Hörbiger, österreichischer Schauspieler († 2011)
- 11. Juli: Tab Hunter, US-amerikanischer Schauspieler († 2018)
- 11. Juli: Christiane Minazzoli, französische Schauspielerin († 2014)
- 13. Juli: Manfred Raasch, deutscher Schauspieler († 1965)
- 14. Juli: Robert Stephens, britischer Schauspieler († 1995)
- 15. Juli: Clive Cussler, US-amerikanischer Drehbuchautor († 2020)
- 15. Juli: Joanna Merlin, US-amerikanische Schauspielerin und Casting-Regisseurin († 2023)
- 15. Juli: Rut Rex-Viehöver, deutsche Schauspielerin
- 19. Juli: Beth Rogan, britische Schauspielerin († 2015)
- 20. Juli: Mohammad Ali, pakistanischer Schauspieler († 2006)
- 23. Juli: Heinrich Schweiger, österreichischer Schauspieler († 2009)
- 23. Juli: Jan Troell, schwedischer Regisseur, Kameramann, Drehbuchautor und Filmeditor
- 23. Juli: David M. Walsh, US-amerikanischer Kameramann
- 24. Juli: Sverre Holm, norwegischer Schauspieler († 2005)
- 24. Juli: Ermanno Olmi, italienischer Regisseur († 2018)
- 28. Juli: Darryl Hickman, US-amerikanischer Schauspieler († 2024)

- 01. August: Pat Heywood, britische Schauspielerin († 2024)

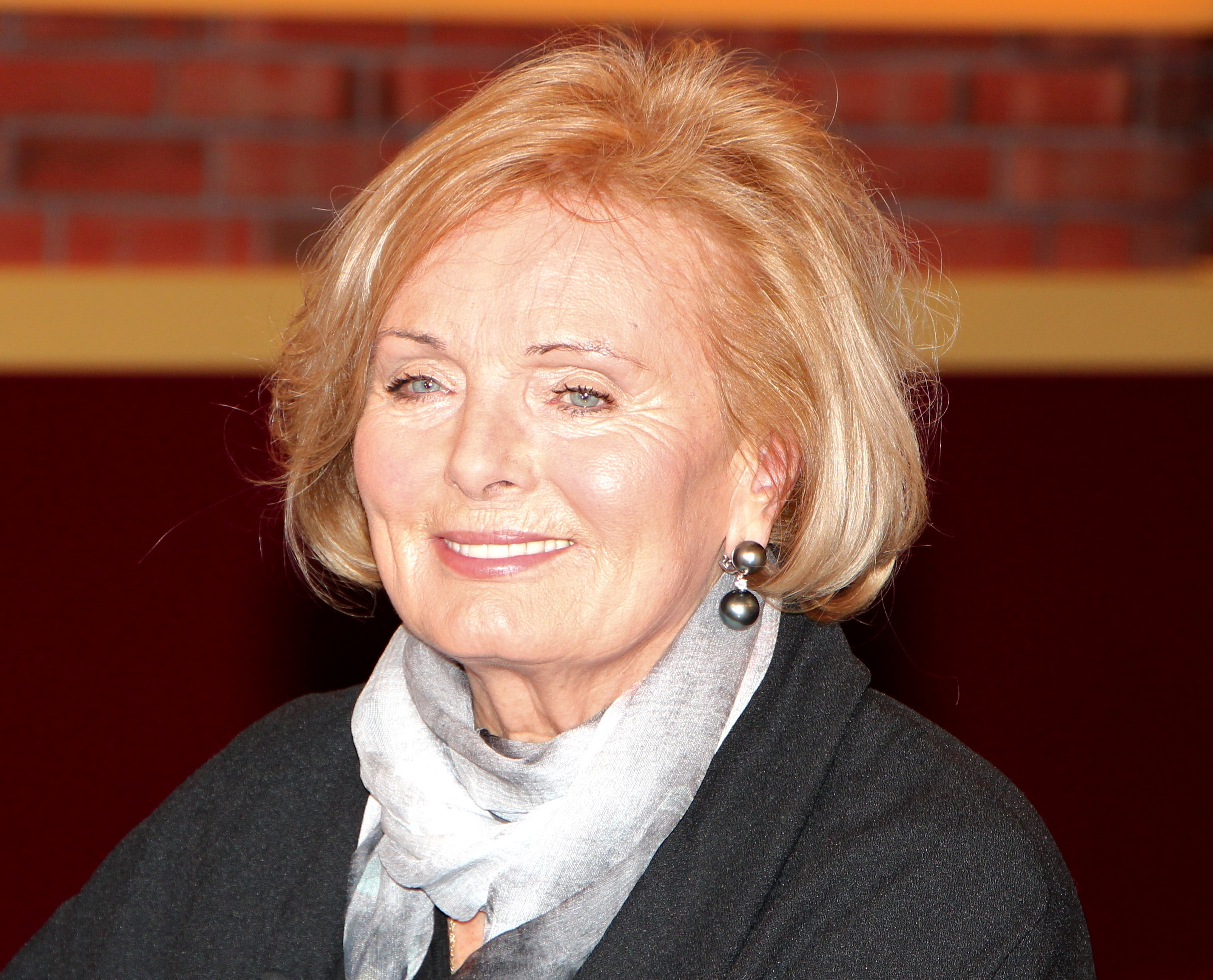
Ruth Maria Kubitschek (* 2. August)

- 02. August: Ruth Maria Kubitschek, deutsche Schauspielerin († 2024)
- 03. August: Gianni Musy, italienischer Schauspieler († 2011)
- 04. August: René Quellet, Schweizer Schauspieler († 2017)
- 05. August: Gita Dey, indische Schauspielerin († 2011)

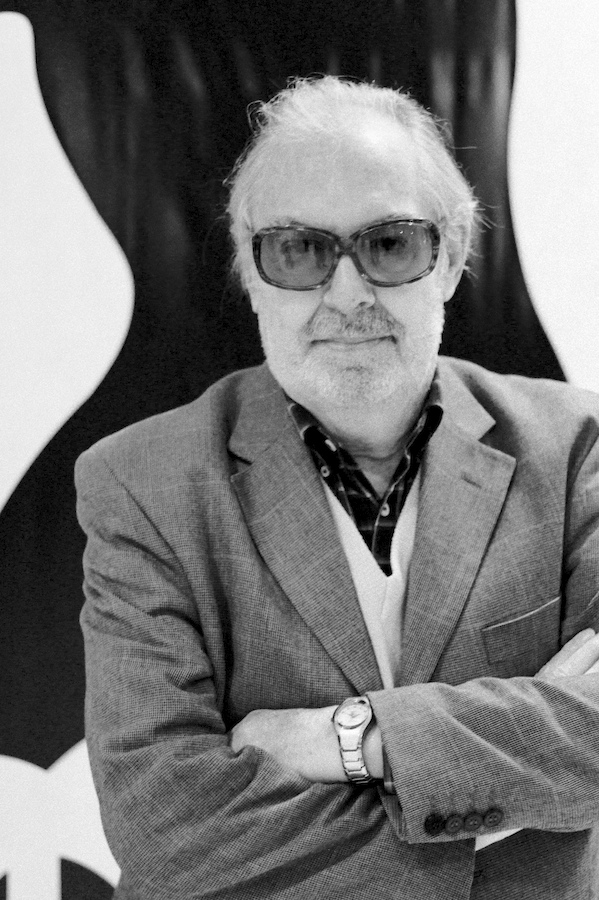
Umberto Lenzi (* 6. August)

- 06. August: Umberto Lenzi, italienischer Regisseur und Drehbuchautor († 2017)
- 08. August: Peter Fitz, deutscher Schauspieler und Synchronsprecher († 2013)
- 10. August: Renate Holm, deutsch-österreichische Opernsängerin und Schauspielerin († 2022)
- 10. August: Tom Laughlin, US-amerikanischer Schauspieler († 2013)
- 12. August: William Goldman, US-amerikanischer Drehbuchautor († 2018)
- 14. August: Frederic Raphael, US-amerikanischer Drehbuchautor
- 17. August: Tito García, spanischer Schauspieler († 2003)
- 19. August: Marianne Koch, deutsche Schauspielerin
- 21. August: Barry Foster, britischer Schauspieler († 2002)
- 22. August: Ruy Guerra, brasilianischer Regisseur
- 23. August: Edith Behleit, deutsche Schauspielerin († 2013)
- 23. August: Barbara Eden, US-amerikanische Schauspielerin
- 25. August: Peter Gilmore, britischer Schauspieler († 2013)
- 27. August: Andrea Scotti, italienischer Schauspieler († 2003)

### September/Oktober

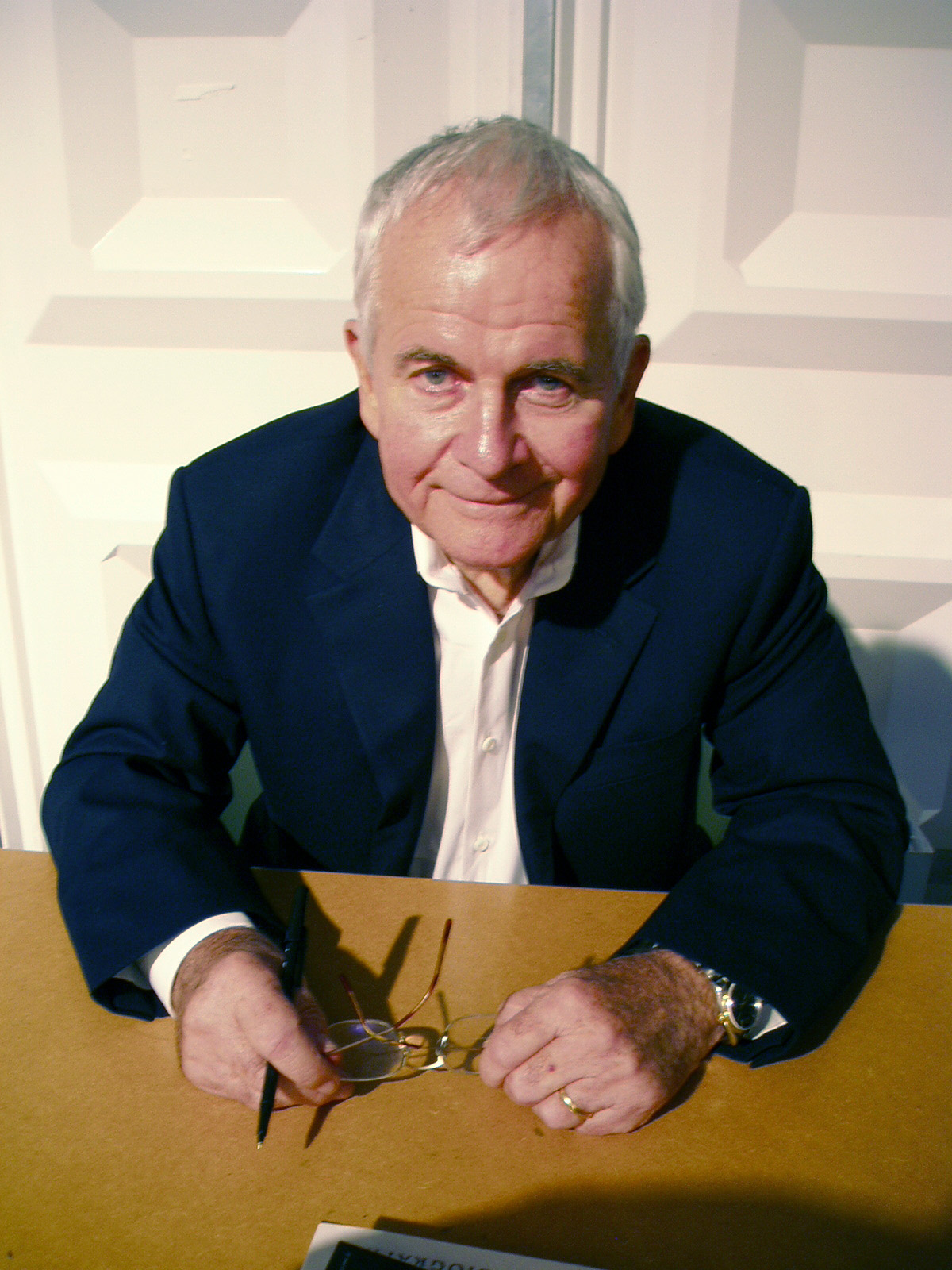
Ian Holm (* 12. September)

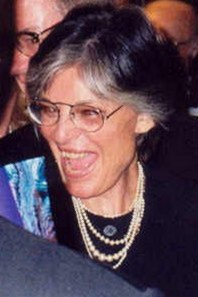
Anne Bancroft (* 17. September)

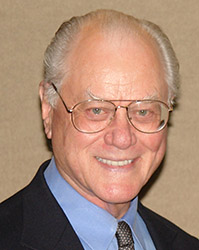
Larry Hagman (* 21. September)

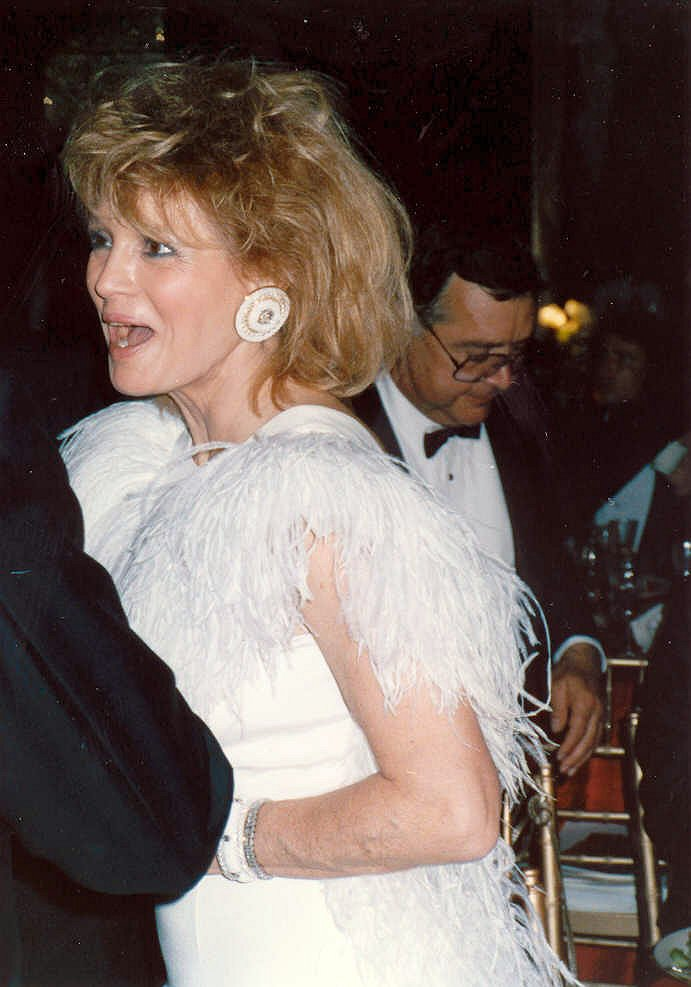
Angie Dickinson (* 30. September)

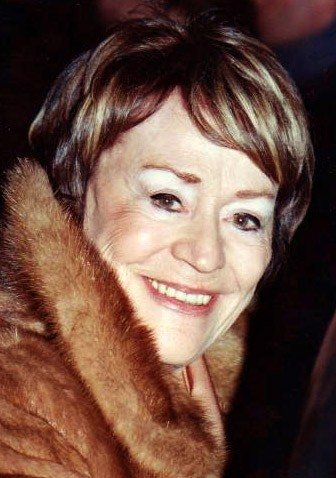
Annie Girardot (* 25. Oktober)

- 01. September: Sandra Mondaini, italienische Schauspielerin († 2010)
- 02. September: Véronique Silver, französische Schauspielerin († 2010)
- 04. September: Mitzi Gaynor, US-amerikanische Schauspielerin († 2024)
- 06. September: Heidy Forster, schweizerisch-deutsche Schauspielerin († 2023)
- 07. September: Breno Mello, brasilianischer Schauspieler († 2008)
- 10. September: Philip Baker Hall, US-amerikanischer Schauspieler († 2022)
- 12. September: Ian Holm, britischer Schauspieler († 2020)
- 12. September: Bill McKinney, US-amerikanischer Schauspieler († 2011)
- 12. September: Silvia Pinal, mexikanische Schauspielerin († 2024)
- 13. September: Barbara Bain, US-amerikanische Schauspielerin
- 13. September: Yōji Yamada, japanischer Regisseur
- 17. September: Anne Bancroft, US-amerikanische Schauspielerin († 2005)
- 18. September: Hans Sievers, deutscher Schauspieler und Synchronsprecher († 2012)
- 19. September: Jean-Claude Carrière, französischer Drehbuchautor († 2021)
- 19. September: Márta Mészáros, ungarische Regisseurin
- 20. September: Haya Harareet, israelische Schauspielerin († 2021)
- 21. September: Larry Hagman, US-amerikanischer Schauspieler († 2012)
- 22. September: Ladislav Fialka, tschechoslowakischer Schauspieler († 1991)
- 22. September: Isidore Mankofsky, US-amerikanischer Kameramann († 2021)
- 24. September: Gottfried Blahovsky, österreichischer Schauspieler
- 25. September: Peter Woodthorpe, britischer Schauspieler († 2004)
- 27. September: Freddy Quinn, deutscher Schauspieler
- 29. September: Anita Ekberg, schwedische Schauspielerin († 2015)
- 29. September: Wolfgang Sörgel, deutscher Schauspieler († 2010)
- 30. September: Angie Dickinson, US-amerikanische Schauspielerin
- 30. September: Ned Tanen, US-amerikanischer Produzent († 2009)

- 02. Oktober: Uwe-Detlev Jessen, deutscher Schauspieler und Regisseur († 2019)
- 08. Oktober: Julian Semjonowitsch Semjonow, sowjetischer Drehbuchautor († 1993)
- 10. Oktober: Emmerich Schäffer, deutscher Schauspieler († 1999)
- 13. Oktober: Franz Rudnick, deutscher Schauspieler und Synchronsprecher († 2005)
- 17. Oktober: Gudrun Deubener, deutsche Drehbuchautorin und Szenaristin († 2009)
- 17. Oktober: Ernst Hinterberger, österreichischer Schauspieler († 2012)
- 19. Oktober: Manolo Escobar, spanischer Schauspieler († 2013)
- 19. Oktober: Rubens de Falco, brasilianischer Schauspieler († 2008)
- 20. Oktober: Hana Hegerová, slowakische Schauspielerin († 2011)
- 21. Oktober: Nicole Courcel, französische Schauspielerin († 2016)
- 22. Oktober: Hikaru Hayashi, japanischer Komponist († 2012)
- 22. Oktober: Wilhelm Dieter Siebert, deutscher Komponist († 2011)
- 23. Oktober: Bruno Corbucci, italienischer Regisseur und Drehbuchautor († 1996)
- 23. Oktober: Diana Dors, britische Schauspielerin († 1984)
- 25. Oktober: Annie Girardot, französische Schauspielerin († 2011)
- 25. Oktober: Shigetsugu Yoshida, japanischer Regisseur und Animator
- 26. Oktober: Igor Maslennikow, sowjetisch-russischer Regisseur, Drehbuchautor und Produzent († 2022)
- 29. Oktober: Franco Interlenghi, italienischer Schauspieler und Produzent († 2015)
- 30. Oktober: Ann Roth, US-amerikanische Kostümbildnerin

### November/Dezember
- 01. November: Dorothea Walda, deutsche Schauspielerin († 2016)
- 02. November: Gérard Barray, französischer Schauspieler († 2024)
- 02. November: Hans-Edgar Stecher, deutscher Schauspieler, Synchronsprecher und Moderator († 2022)
- 03. November: Monica Vitti, italienische Schauspielerin († 2022) Monica Vitti (* 3. November)

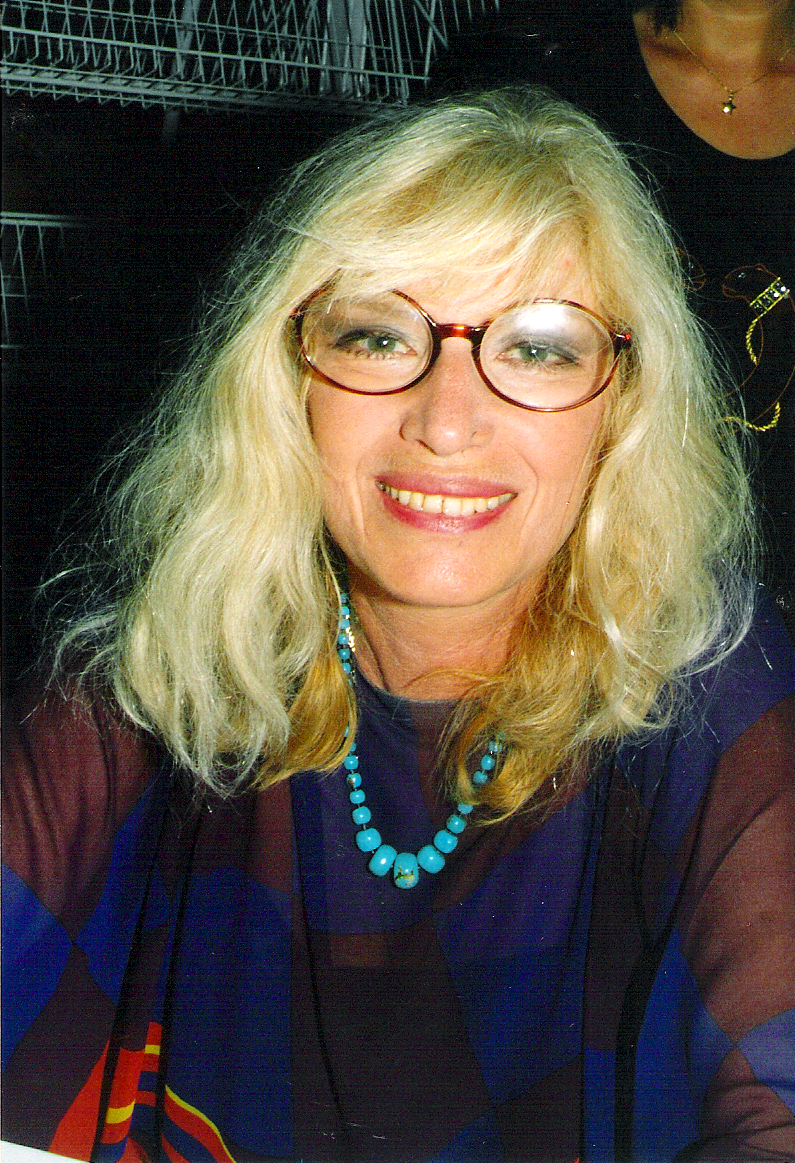
Monica Vitti (* 3. November)

- 05. November: Gilbert R. Hill, US-amerikanischer Schauspieler († 2016)
- 06. November: Mike Nichols, US-amerikanischer Regisseur, Drehbuchautor, Produzent und Schauspieler († 2014) Mike Nichols (* 6. November)

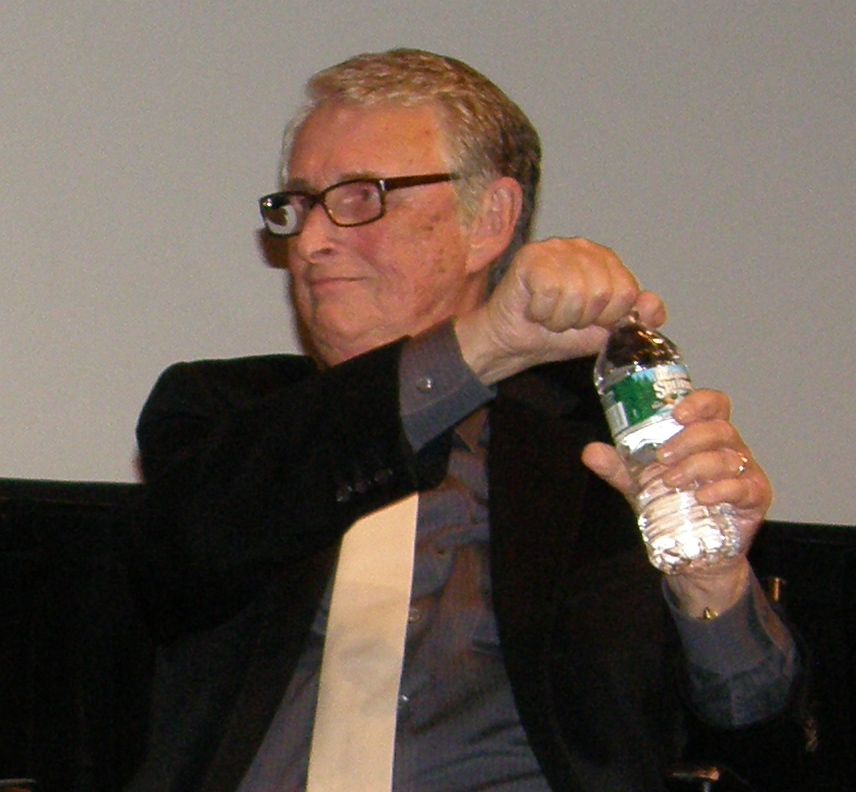
Mike Nichols (* 6. November)

- 08. November: Darla Hood, US-amerikanische Schauspielerin und Synchronsprecherin († 1979)
- 08. November: Stu Linder, US-amerikanischer Filmeditor († 2006)
- 08. November: Paolo Taviani, italienischer Regisseur († 2024)
- 10. November: Louise Martini, österreichische Schauspielerin und Moderatorin († 2013)
- 14. November: Antonio Climati, italienischer Kameramann, Regisseur und Drehbuchautor († 2015)
- 14. November: Terence Marsh, britischer Artdirector und Szenenbildner († 2018)
- 15. November: John Kerr, US-amerikanischer Schauspieler († 2013)
- 15. November: Valeria Moriconi, italienische Schauspielerin († 2005)
- 17. November: Robert Bober, französischer Dokumentarfilmer und Filmemacher
- 29. November: Fernando Guillén, spanischer Schauspieler († 2013)
- 30. November: Jack Ging, US-amerikanischer Schauspieler († 2022)
- 30. November: Jan Himilsbach, polnischer Schauspieler und Drehbuchautor († 1988)

- 04. Dezember: Corinne Marchand, französische Schauspielerin
- 05. Dezember: Kyōko Kagawa, japanische Schauspielerin
- 11. Dezember: Rita Moreno, puerto-ricanisch-amerikanische Schauspielerin Rita Moreno (* 11. Dezember)

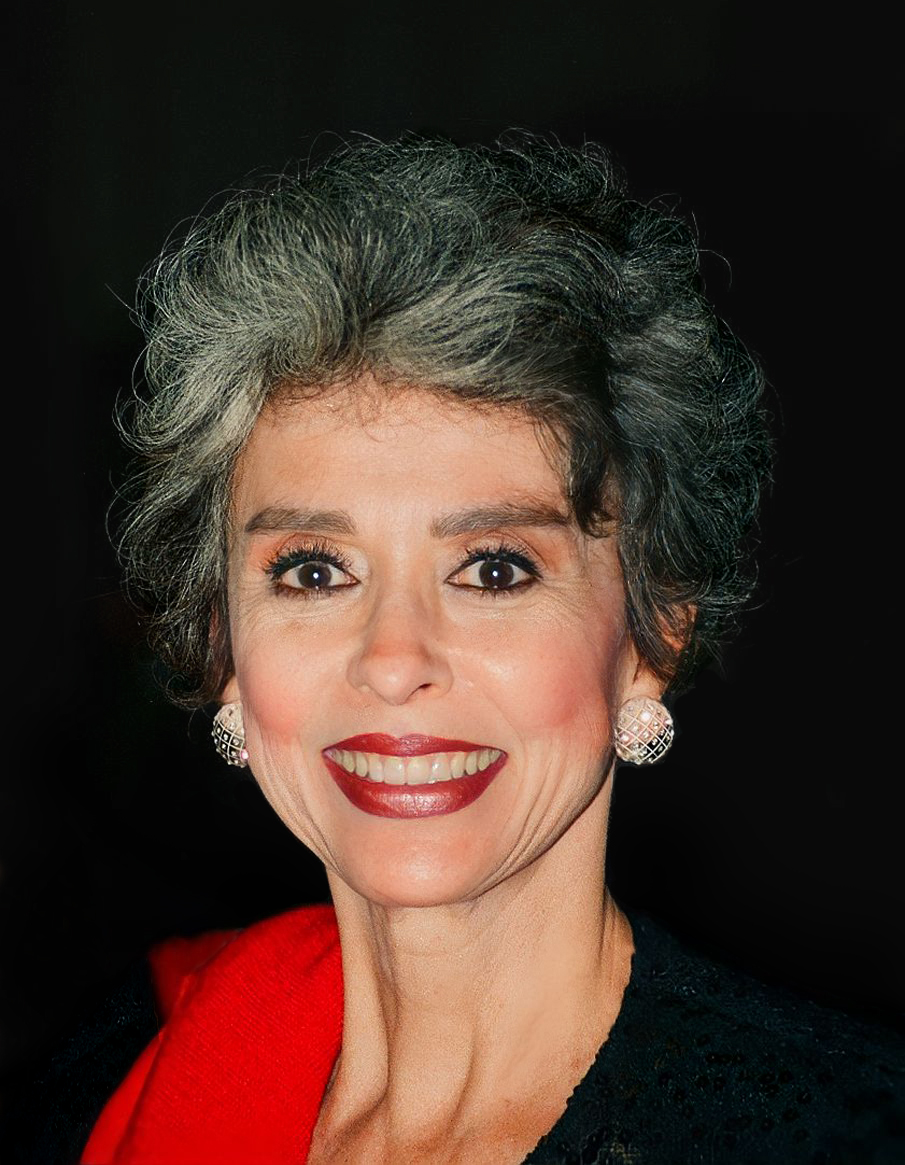
Rita Moreno (* 11. Dezember)

- 11. Dezember: Fujiko Yamamoto, japanische Schauspielerin
- 15. Dezember: Ernest Pintoff, US-amerikanischer Regisseur, Produzent und Drehbuchautor († 2002)
- 18. Dezember: Gunnel Lindblom, Schauspielerin, Regisseurin und Drehbuchautorin († 2021) Gunnel Lindblom (* 18. Dezember)

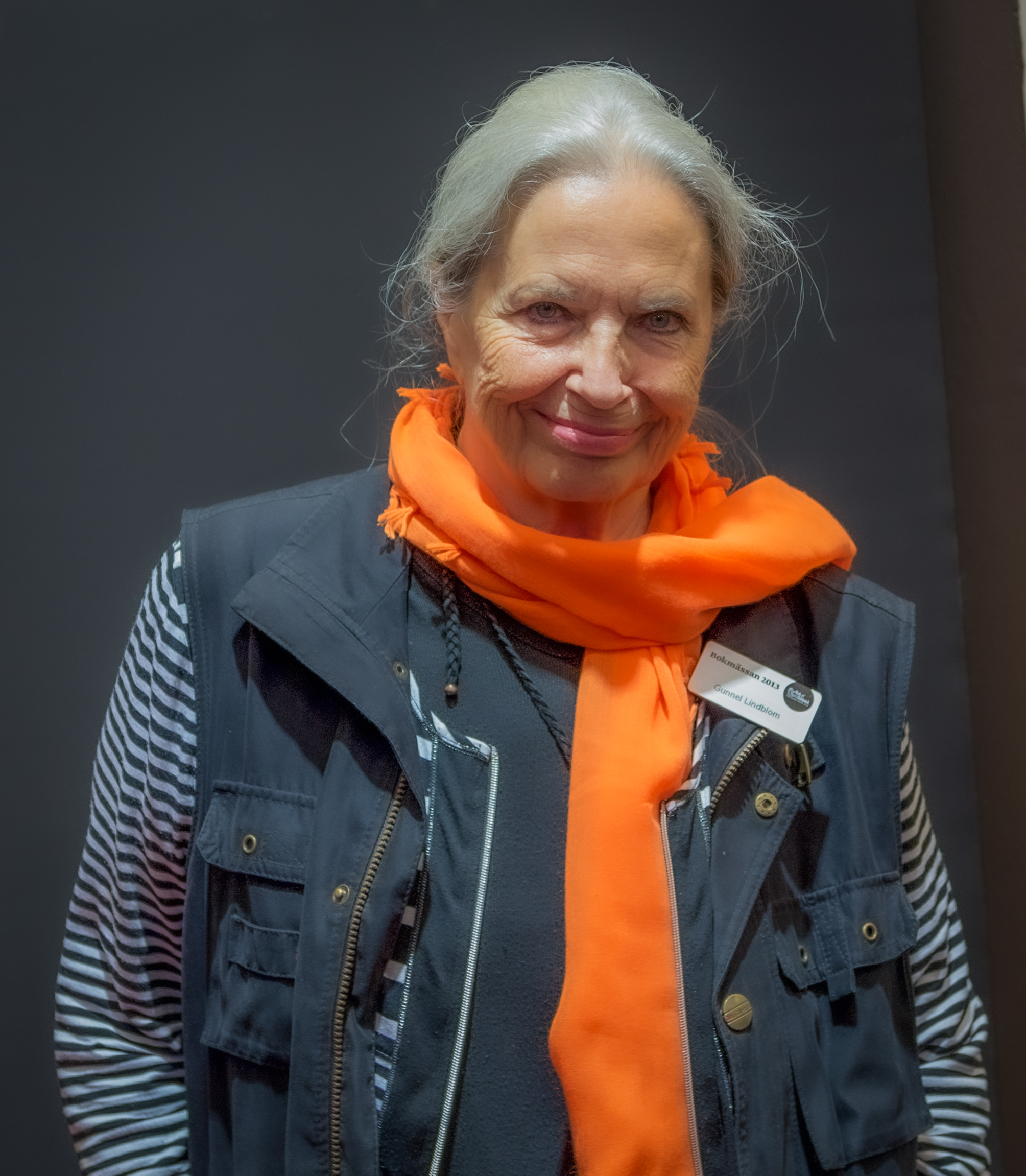
Gunnel Lindblom (* 18. Dezember)

- 21. Dezember: Julia Gschnitzer, österreichische Schauspielerin († 2023)
- 21. Dezember: Moira Orfei, italienische Schauspielerin († 2015)
- 23. Dezember: Lew Durow, russischer Schauspieler und Theaterregisseur († 2015)
- 29. Dezember: Wolfgang Hübner, deutscher Regisseur und Schauspieler († 2017)

### Genaues Geburtsdatum unbekannt
- Toni Amendola, italienischer Schauspieler, Filmproduzent und Filmregisseur
- Karlheinz Knuth, deutscher Drehbuch-, Hörspiel- und Krimiautor, Fernseh- und Hörfunkregisseur († 2008)
- Nilu Phule, indischer Schauspieler († 2009)

## Gestorben

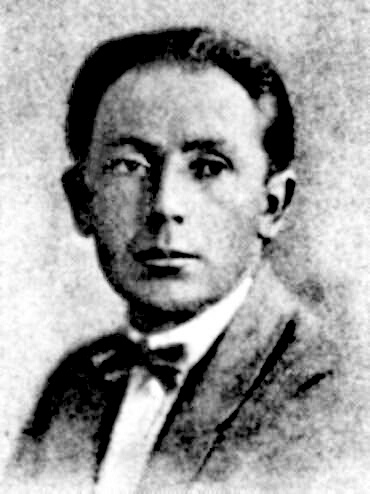
Friedrich Wilhelm Murnau († 11. März)

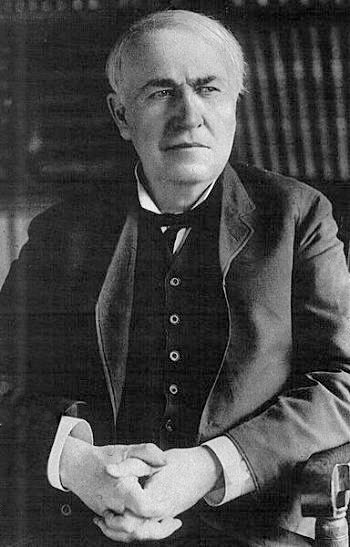
Thomas Alva Edison († 18. Oktober)

- 04. Januar: Art Acord, US-amerikanischer Schauspieler (* 1890)
- 06. Januar: Ethel Grey Terry, US-amerikanische Schauspielerin (* 1882)
- 11. Januar: Gertrud Arnold, deutsche Schauspielerin (* 1871)
- 22. Januar: Alma Rubens, US-amerikanische Schauspielerin (* 1897)

- 10. Februar: Mimi Kött, ungarische Sängerin und Schauspielerin (* 1890)
- 18. Februar: Louis Wolheim, US-amerikanischer Schauspieler (* 1880)

- 04. März: Alexander Ferenczy, österreich-ungarischer Szenenbildner (* 1895)
- 07. März: Lupu Pick, rumänisch-deutscher Schauspieler und Regisseur (* 1886)
- 11. März: Friedrich Wilhelm Murnau, deutscher Regisseur (* 1888)

- 08. Mai: Hans Otto Löwenstein, österreichischer Regisseur und Produzent (* 1881)

- 21. Juni: Nellie Stewart, australische Schauspielerin und Sängerin (* 1858)

- 04. Juli: Hans Rhoden, österreichischer Schauspieler und Regisseur (* 1882)
- 23. Juli: Ressel Orla, österreichische Schauspielerin (* 1889)

- 06. August: Armand Leclaire, kanadischer Schauspieler und Autor (* 1888)

- 18. September: Aurélio Paz dos Reis, portugiesischer Fotograf und Filmpionier (* 1862)

- 18. Oktober: Thomas Alva Edison, US-amerikanischer Erfinder (* 1847)
- 20. Oktober: Franziska Ellmenreich, deutsche Schauspielerin (* 1847)

- 03. November: Robert Williams, US-amerikanischer Schauspieler (* 1897)
- 27. November: Lya de Putti, ungarische Schauspielerin (* 1897)
- 28. November: Theodore Wharton, US-amerikanischer Produzent, Regisseur und Drehbuchautor (* 1875)